# Codiaeum
Codiaeum ist eine Pflanzengattung innerhalb der Familie der Wolfsmilchgewächse (Euphorbiaceae). Es sind 15 bis 17 Arten bekannt. Als Zierpflanze bekannt ist der Kroton (Codiaeum variegatum), auch Wunderstrauch genannt.

## Beschreibung

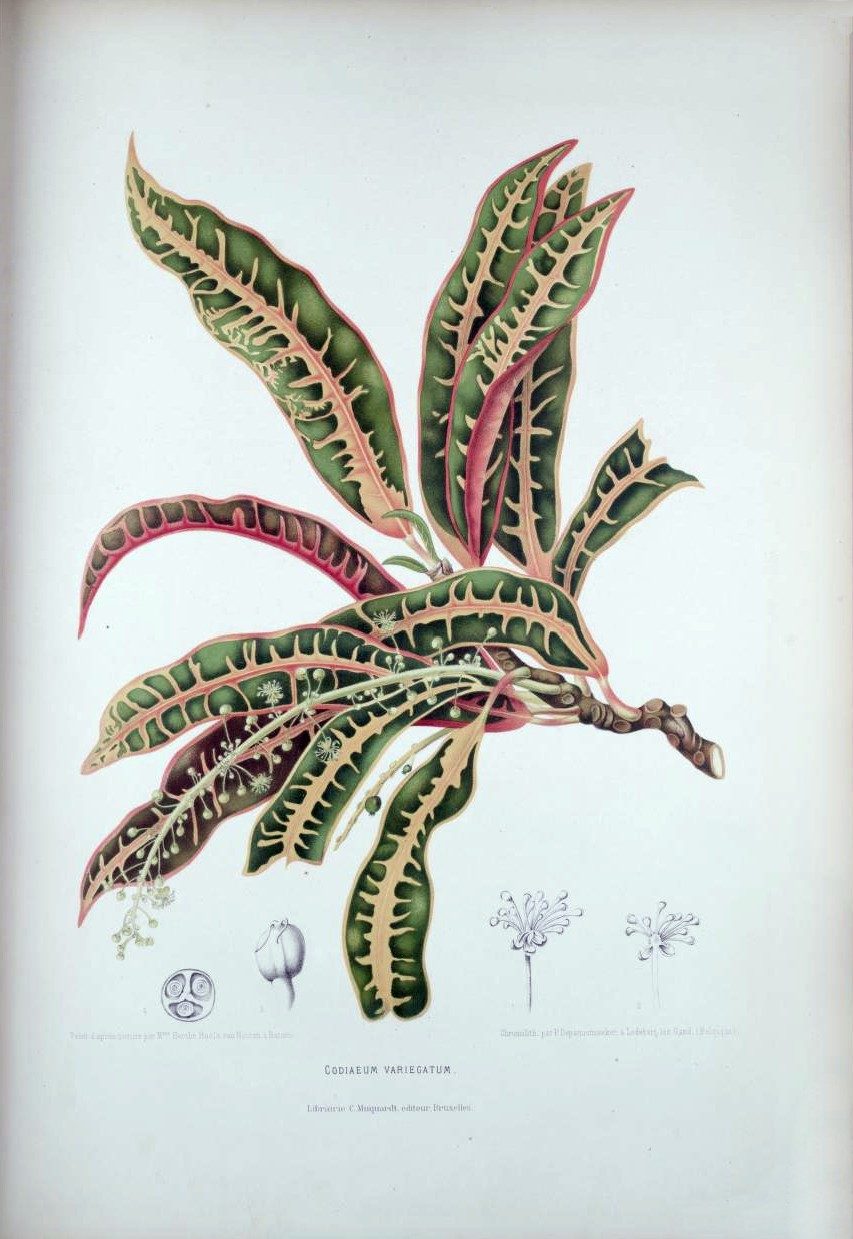
Illustration von Kroton (Codiaeum variegatum)

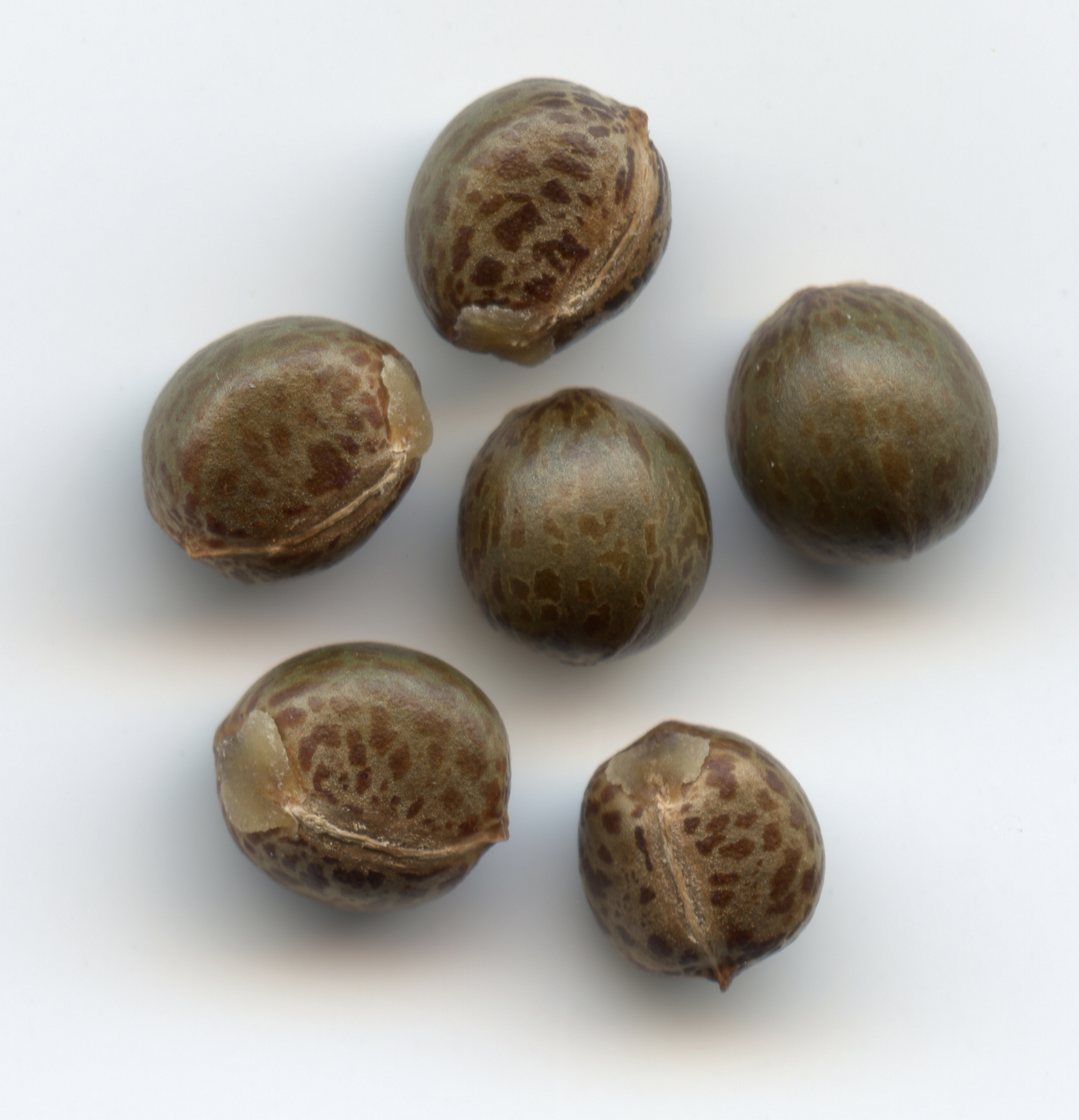
Samen von Codiaeum variegatum

### Vegetative Merkmale
Codiaeum-Arten wachsen als Sträucher oder selten Bäume. Die Pflanze enthält einen farblosen, leicht giftigen Milchsaft. Die wechselständig angeordneten Laubblätter sind in Blattstiel und Blattspreite gegliedert. Die lederige Blattspreite ist einfach oder gebuchtet, kahl und oft vielfarbig. Nebenblätter sind nur klein oder fehlen.

### Generative Merkmale
Codiaeum-Arten sind einhäusig (monözisch), selten zweihäusig (diözisch) getrenntgeschlechtig. Sie bilden schlanke, seitenständige, traubige Blütenstände, die einzeln oder paarweise in den Blattachseln stehen, oft hängen sie über.
Die fünfzähligen (selten drei- oder sechszähligen) Blüten sind immer eingeschlechtig. Es sind jeweils fünf (selten drei oder sechs) Kelch- und Kronblätter in einer Blüte vorhanden. Die Kronblätter sind nur klein, sie können auch fehlen. Männliche Blüten enthalten viele (15 bis 100) freie Staubblätter. In den weiblichen Blüten sind drei Fruchtblätter zu einem Fruchtknoten verwachsen, mit nur einer Samenanlage pro Fach. Die Kapselfrüchte haben einen Durchmesser von etwa 9 Millimetern. 

### Inhaltsstoffe
Alle Pflanzenteile sind giftig.  

## Systematik und Verbreitung
Die Gattung Codiaeum wurde 1824 durch Georg Eberhard Rumphius in Adrien-Henri de Jussieu: De Euphorbiacearum Generibus Medicisque earumdem viribus tentamen, tabulis aeneis 18 illustratum, S. 33 aufgestellt. Typusart ist Codiaeum variegatum (L.) Rumph. ex A.Juss. Codiaeum Rumph. ex A. Juss. nom. cons. ist nach den Regeln der ICBN (Vienna ICBN Art. 14.4 & App. III) konserviert gegenüber dem Synonym Phyllaurea Lour. nom. rej. Weitere Synonyme für Codiaeum Rumph. ex A. Juss. sind: Crozophyla Raf., Junghuhnia Miq., Synaspisma Endl.) Der Gattungsname Codiaeum leitet sich vom griechischen Wort kodeia für „Kopf des Mohns“ ab.
Die Gattung Codiaeum gehört zur Tribus Codiaeeae in der Unterfamilie Crotonoideae innerhalb der Familie Euphorbiaceae.
Natürliche Vorkommen gibt es in: Malaysia, Bali, Irian Jaya, Java, auf den Sunda-Inseln, den Molukken, auf Papua-Neuguinea, den Philippinen, in Australien (nur in Queensland) und Polynesien.
In der Gattung Codiaeum gibt es 15 bis 17 Arten:
- Codiaeum affine Merr.: Dieser Endemit kommt nur auf der zu Sabah gehörenden Insel Pulau Banggi vor.[1]
- Codiaeum bractiferum (Roxb.) Merr. (Syn.: Croton bractiferus Roxb., Codiaeum brevistylum Pax & K.Hoffm.): Sie kommt auf den Kleinen Sundainseln sowie Maluku vor.
- Codiaeum ciliatum Merr.: Sie kommt auf den Philippinen vor.
- Codiaeum finisterrae Pax & K.Hoffm.: Sie kommt im nordöstlichen Neuguinea vor.
- Codiaeum hirsutum Merr.: Sie kommt auf den Philippinen vor.
- Codiaeum ludovicianum Airy Shaw: Dieser Endemit kommt nur auf dem Louisiade-Archipel vor.
- Codiaeum luzonicum Merr.: Sie kommt auf den Philippinen vor.
- Codiaeum macgregorii Merr.: Sie kommt auf den Philippinen vor.
- Codiaeum megalanthum Merr.: Sie kommt auf den Philippinen vor.
- Codiaeum membranaceum S.Moore: Dieser Endemit kommt nur auf der Kap-York-Halbinsel Queenslands vor.
- Codiaeum oligogynum McPherson: Sie kommt nur im nordwestlichen Neukaledonien vor.
- Codiaeum palawanense Elmer: Dieser Endemit kommt nur auf Palawan vor.
- Codiaeum peltatum (Labill.) P.S.Green: Sie kommt in Neukaledonien einschließlich der Loyalitätsinseln vor.
- Codiaeum stellingianum Warb.: Sie kommt auf den Kei-Inseln und Neuguinea vor.
- Codiaeum tenerifolium Airy Shaw: Sie kommt in Neuguinea vor.
- Codiaeum trichocalyx Merr.: Dieser Endemit kommt nur auf Luzon vor.
- Kroton (Codiaeum variegatum (L.) Rumph. ex A.Juss.): Mit den Varietäten:
  - Codiaeum variegatum var. cavernicola Kiew & Welzen: Sie kommt nur in Sabah vor.
  - Codiaeum variegatum (L.) Rumph. ex A.Juss. var. variegatum: (aufgrund der vielen Sorten gibt es eine Vielzahl von Synonymen, hier eine Auswahl: Croton incanus Blume, Croton pictus G.Lodd., Codiaeum pictum (G.Lodd.) Hook., Codiaeum moluccanum Decne., Codiaeum cuneifolium Zipp. ex Span., Croton baliospermus Span., Codiaeum obovatum Zoll. & Moritzi, Codiaeum medium Baill., Codiaeum crispum Rumph. ex Müll.Arg., Codiaeum sylvestre Rumph. ex Müll.Arg., Codiaeum taeniosum Rumph. ex Müll.Arg., Codiaeum variegatum var. pictum (G.Lodd.) Müll.Arg., Codiaeum maximum Verschaff., Croton hookeri Veitch, Croton interruptus Van Geert, Croton irregularis Van Geert, Croton weismannii H.J.Veitch, Croton aucubifolius Linden, Croton hillianus Van Geert, Croton maximus Linden, Croton undulatus Van Geert, Croton veitchii Van Geert, Croton cornutus W.Bull, Croton fucatus W.Bull, Croton hookeri André, Croton multicolor Veitch ex André, Croton veitchianus André, Codiaeum undulatum Cogn. & Marchal, Codiaeum weismannii Cogn. & Marchal, Croton johannis Veitch ex Regel, Croton lacteus Van Houtte, Croton lacteus Veitch, Croton limbatus W.Bull, Croton youngii Veitch, Croton cooperi auct., Croton majesticus T.Moore, Codiaeum variegatum var. ovalifolium H.J.Veitch ex Regel, Croton andreanus Linden, Croton bellulus Linden & André, Croton hastiferus Linden & André, Croton imperialis Van Geert, Croton trilobus W.Bull, Croton vervaetii Linden, Codiaeum elongatum Linden & André, Codiaeum lyratum Linden & André, Croton andreeus Linden, Croton mac-arthurii Van Geert, Croton niger Van Geert, Croton trilobus var. alberti Van Geert, Croton trilobus var. disraelii Van Geert, Croton variabilis Van Geert, Codiaeum roseopictum André, Croton chelsonii Van Geert, Croton dormanianus Van Geert, Croton eeckhautei Van Geert, Croton evansianus Van Geert, Croton goldei Van Geert, Croton guineensis Van Geert, Croton hawkeri Van Geert, Croton heuryanus Van Geert, Croton mac-farlanei Van Geert, Croton massangeanum Linden ex André, Croton truffautianus Van Geert, Croton williamsii Van Geert, Croton bergmanii Chantrier ex André, Croton carrieri Chantrier, Croton drouetii Chantrier, Croton duvalii Chantrier, Croton latimaculatus Chantrier, Croton truffautii Chantrier, Croton aneitumensis Van Geert, Croton recurvifolius Van Geert, Croton sinitzianus Van Geert, Codiaeum elegantissimum W.Bull, Codiaeum magnificum Linden, Croton bragaeanus Van Geert, Croton cronstadtii Van Geert, Croton dogsoniae Van Geert, Croton illustris Van Geert, Croton insignis Van Geert, Croton mirabilis Van Geert, Croton musaicus André, Croton pilgrimii Van Geert, Croton rubescens Van Geert, Croton rubrolinearis Van Geert, Croton spectabilis Van Geert, Codiaeum vanoosterzeei Rodigas, Codiaeum albicans G.Nicholson, Codiaeum angustifolium G.Nicholson, Codiaeum burtonii G.Nicholson, Codiaeum chelsonii G.Nicholson, Codiaeum chrysophyllum G.Nicholson, Codiaeum cooperi G.Nicholson, Codiaeum dodgonae G.Nicholson, Codiaeum eburneum G.Nicholson, Codiaeum elegans G.Nicholson, Codiaeum evansianum G.Nicholson, Codiaeum fucatum G.Nicholson, Codiaeum goldiei G.Nicholson, Codiaeum grande G.Nicholson, Codiaeum hanburyanum G.Nicholson, Codiaeum henryanum G.Nicholson, Codiaeum illustre G.Nicholson, Codiaeum imperiale G.Nicholson, Codiaeum insigne G.Nicholson, Codiaeum jamesii G.Nicholson, Codiaeum lancifolium G.Nicholson, Codiaeum macfarlanei G.Nicholson, Codiaeum maculatum G.Nicholson, Codiaeum majesticum W.Bull ex Nicholson, Codiaeum multicolor G.Nicholson, Codiaeum mutabile G.Nicholson, Codiaeum nevilliae G.Nicholson, Codiaeum pilgrimii G.Nicholson, Codiaeum recurvifolium G.Nicholson, Codiaeum spirale G.Nicholson, Codiaeum stewartii G.Nicholson, Codiaeum superbiens G.Nicholson, Codiaeum trilobum G.Nicholson, Codiaeum triumphans G.Nicholson, Codiaeum triumphans var. harwoodianum W.Bull ex Nicholson, Codiaeum volutum G.Nicholson, Codiaeum warrenii G.Nicholson, Codiaeum williamsii G.Nicholson, Codiaeum wilsonii G.Nicholson, Codiaeum youngii G.Nicholson, Croton philippsii B.S.Williams, Croton wigmannii B.S.Williams, Croton newmannii W.Bull, Croton warneri Chantrier ex André, Croton mirus Domin, Codiaeum interruptum Baum): Sie ist vom östlichen Java, Celebes, Irian Jaya, Kleinen Sundainseln, Molukken, Papua-Neuguinea und den Philippinen über das nördliche Queensland bis Fidschi sowie Vanuatu verbreitet.[1]

## Bilder
Kroton (Codiaeum variegatum):

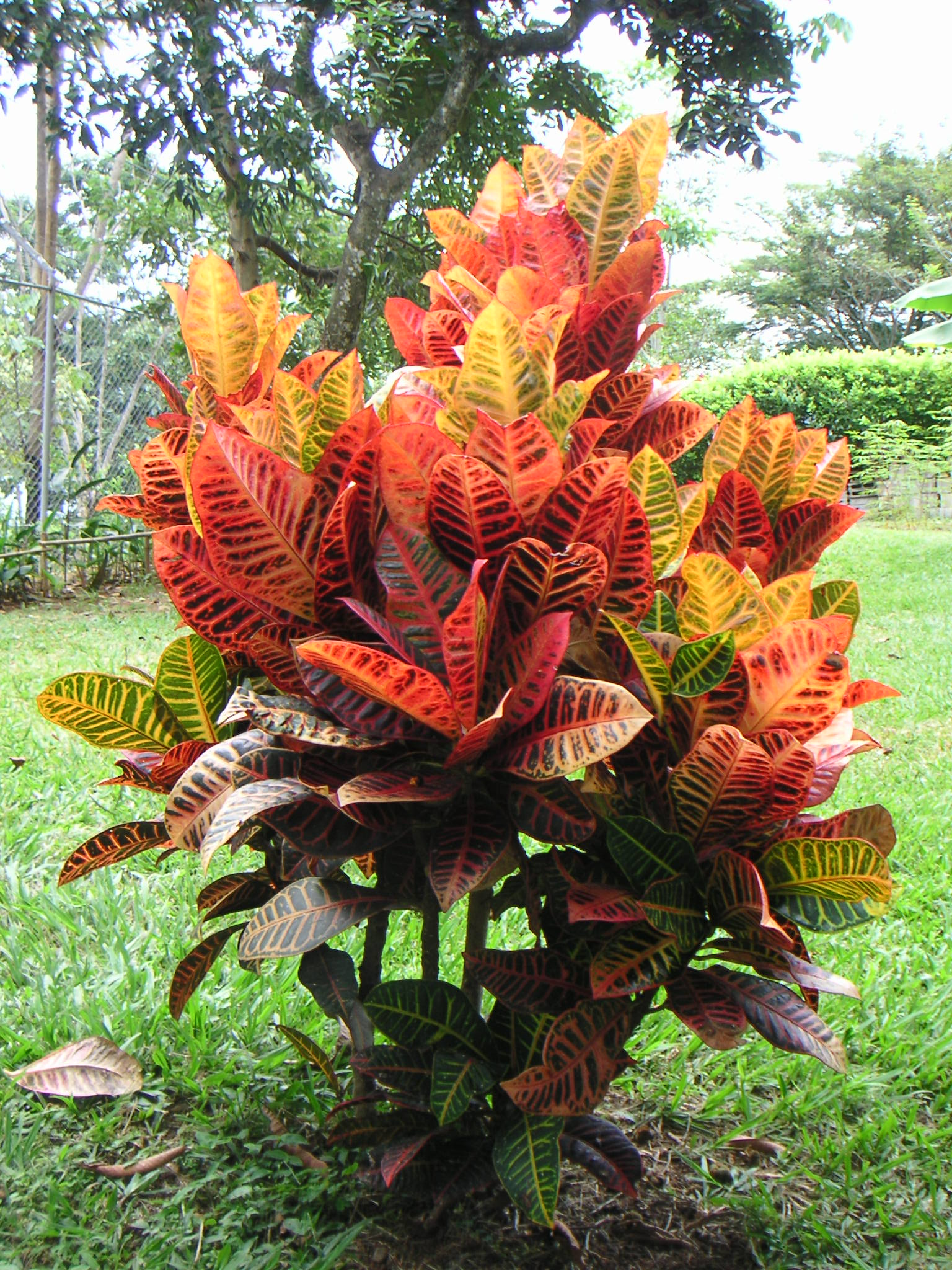
Ausgepflanzt im tropischen Garten
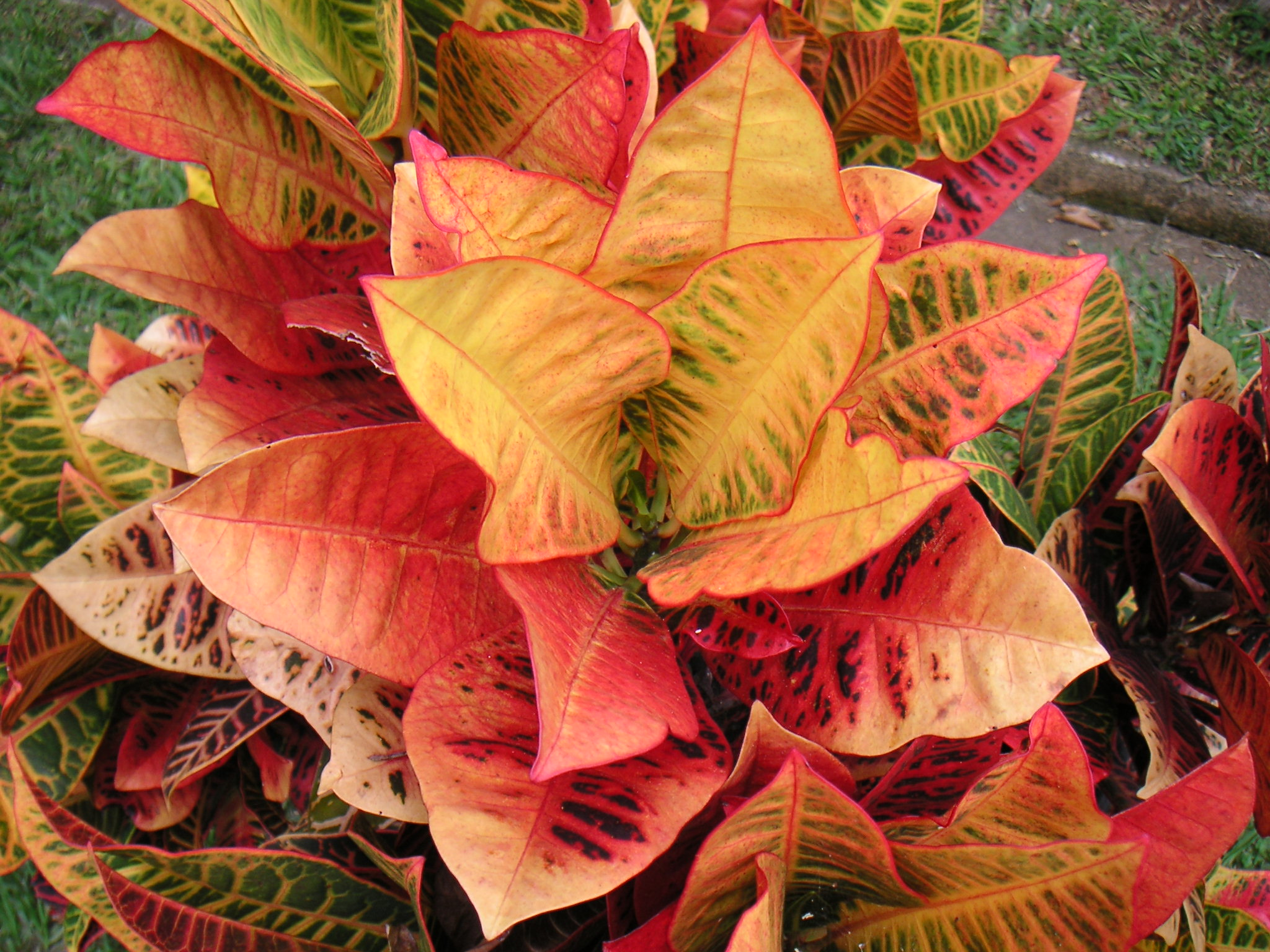
So schön gefärbt sind die Blätter nur bei einer Pflege im Freien oder Gewächshaus.
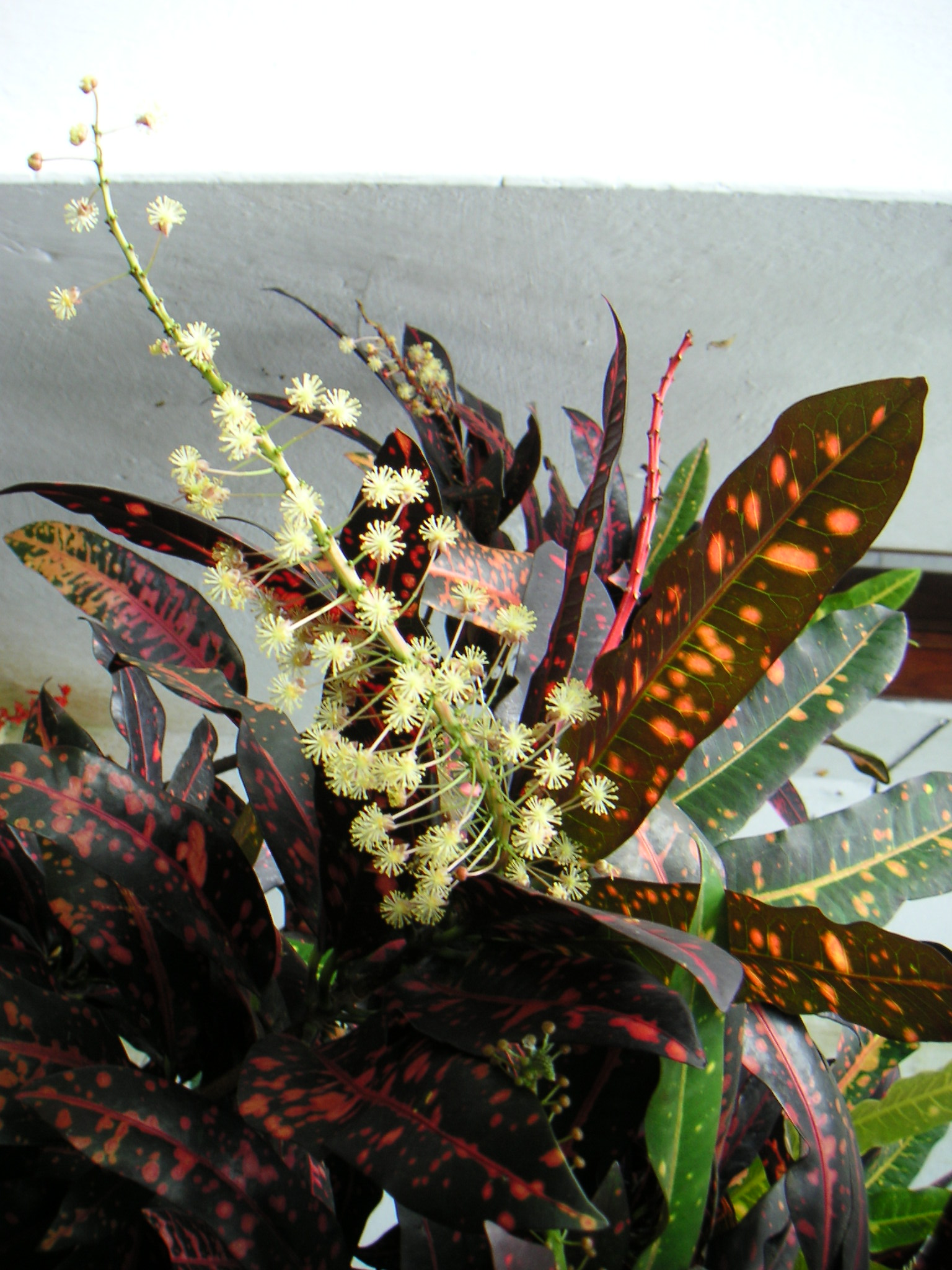
Männlicher Blütenstand
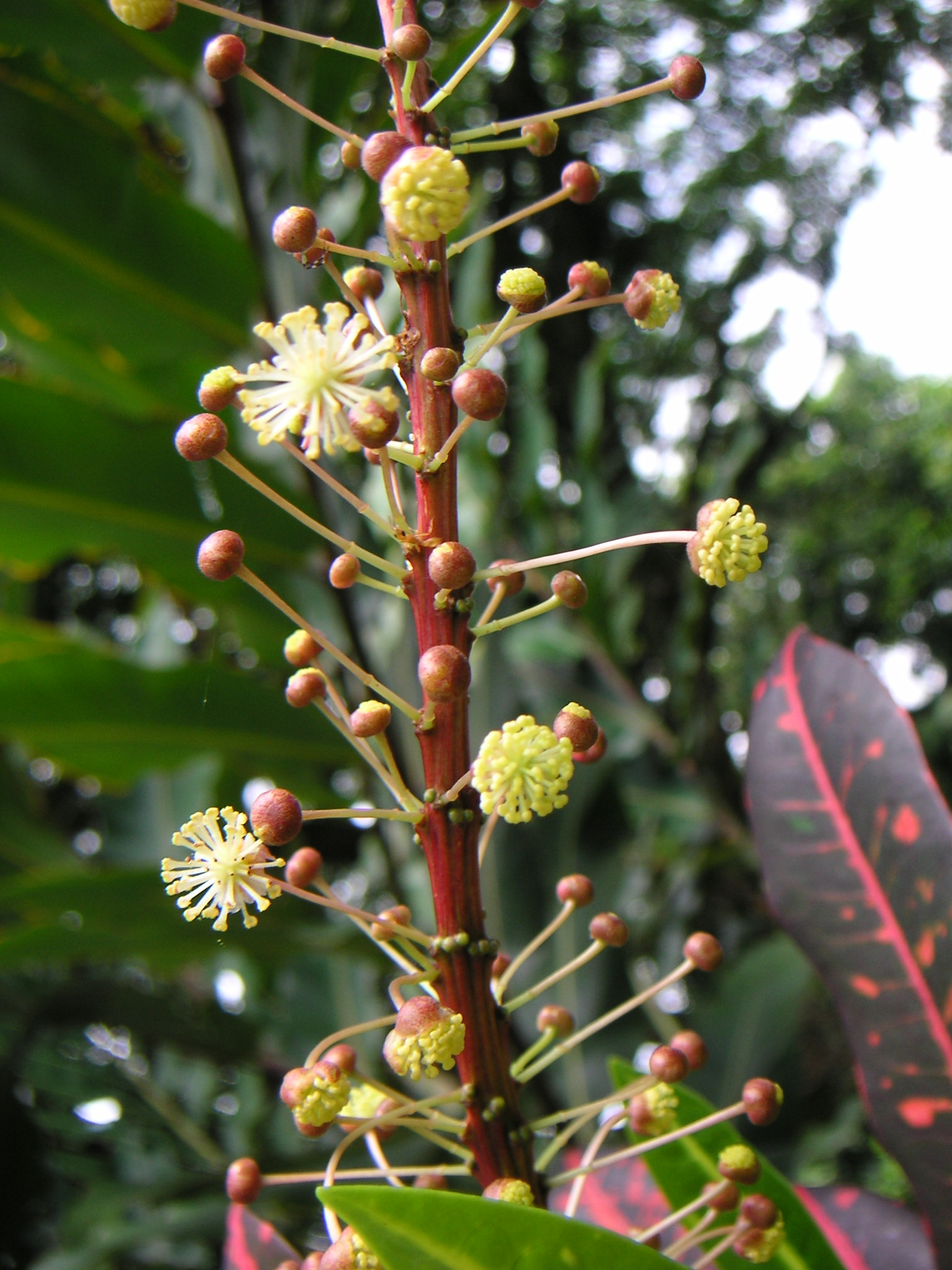
Männlicher Blütenstand
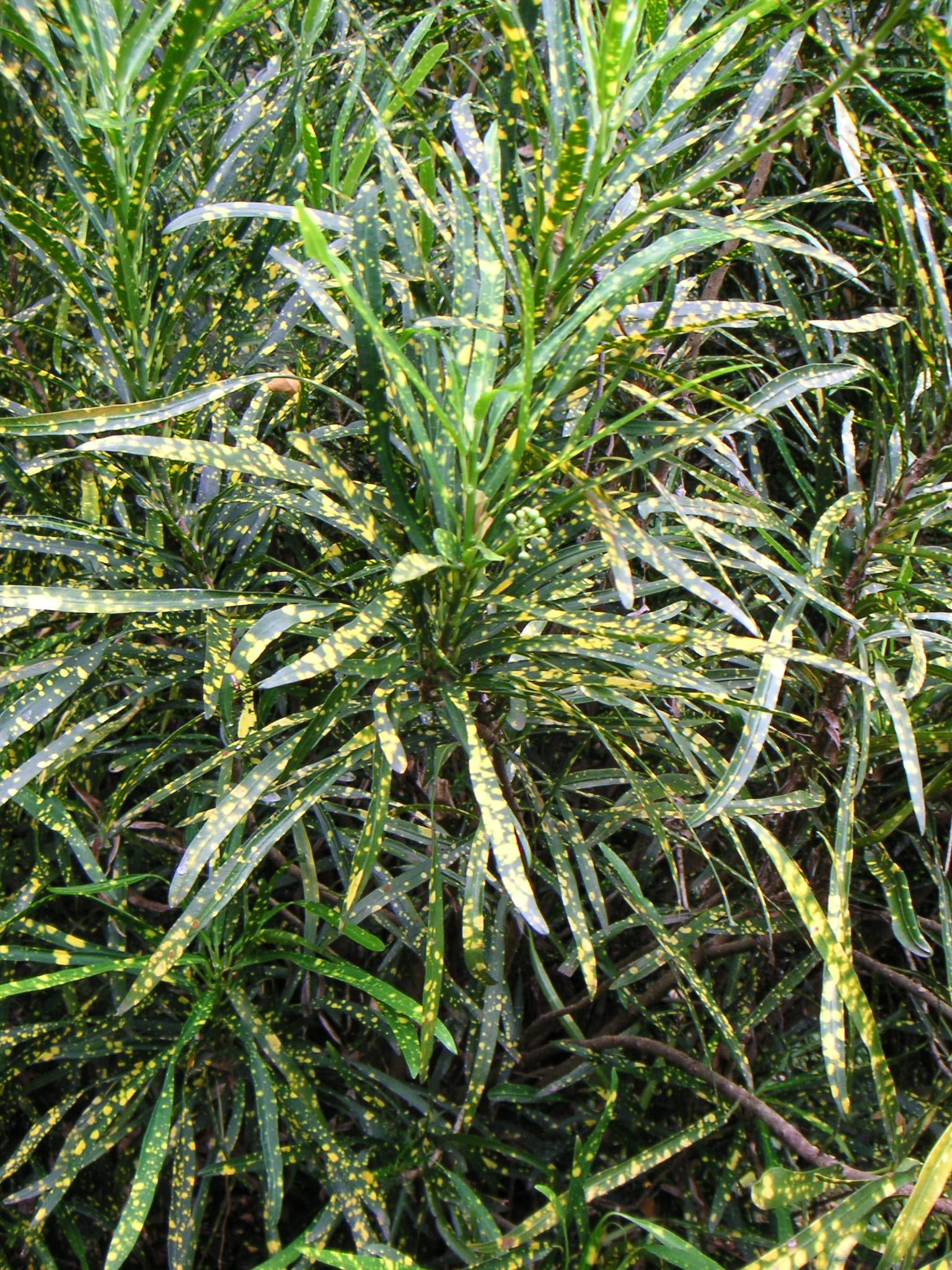
Schmalblättrige Sorte